# يآكو إيلكا
يآلكو إيلكـّا (Jaakko Ilkka؛ إلمايوكي، 1545–27 يناير 1597) فلاح وتاجر فنلندي. قاد حرب الهراوة سنة 1596 ؛ و التي انهزم الفلاحون بنهايتها في 1 و 2 يناير سنة 1597 ، فر، لكن سرعان ما استعاد وأعدم بضرب عنقه لدوره في القتال بأمر كلاوس فليمنغ.
كان إلكا موضوعاً لأوبرا من عمل يورما بانولا صيغت عامي 1977 و 1978.